# 本多当一郎
本多 当一郎（ほんだ とういちろう、1934年 - 2018年2月4日）は、日本のアナウンサー。日本テレビ解説委員。日本記者クラブ会員。
名前は「本多當一郎」と書く場合もあり。

## 来歴・人物
大分県出身。早稲田大学卒業後、1956年に日本テレビへ入社。同期に赤木孝男・志生野温夫らがいる。以来、大相撲、プロレス、ボクシングなどの格闘技を中心としたスポーツ実況中継のアナウンサーとして活躍。入社2年目の1957年には、日本初のゴルフ中継として放送されたカナダカップ中継を担当した。1966年には、日本テレビアナウンサー初の海外出張としてアルゼンチンから世界フライ級タイトルマッチ・海老原博幸対アカバロ戦中継の実況を担当した。翌1967年には、日本テレビ初の衛星中継としてアメリカ合衆国ヒューストンのアストロドームから世界ヘビー級タイトルマッチ・アリ対ヘレル戦中継の実況を担当した。1982年には、正力杯全日本学生柔道体重別選手権の実況を倉持隆夫とともに担当した。
スポーツアナとして活躍する一方で1970年からはニュースキャスターも務め、『NNN日曜夕刊』『NNN JUST NEWS』『NNN6:30きょうのニュース』『NNNライブオンネットワーク』（いずれも土曜日）『NNN昼のニュース』（土曜日・日曜日など）『読売新聞あすの朝刊』、系列CS放送の日本テレビケーブルニュース（現：日テレNEWS24）で放送の報道番組で活躍した。その間、解説委員も務めた。
1994年、同局を定年退職。定年まで務めたアナウンサーは、日本テレビでは小林完吾についで2番目であった（人事異動で離れたアナウンサーも含めれば小川光明・倉持隆夫・山下末則・松永二三男・増田隆生などがいる）。その後はフリーアナウンサー、日本テレビアナウンスカレッジ講師を務めた。
2018年2月4日、死去。83歳没。

## 出演番組
スポーツ中継
- 大相撲中継[3]
- ボクシング中継（『ダイナミックグローブ』など）
- 日本プロレス中継
- ゴルフ中継

報道番組
| 期間          | 期間          | 番組名                                         | 役職       |
| ------------- | ------------- | ---------------------------------------------- | ---------- |
| 1974年4月7日  | 1988年3月27日 | NNN日曜夕刊                                    | キャスター |
| 1980年4月6日  | 1988年3月27日 | NNN昼のニュース【休日】                        | キャスター |
| 1983年4月2日  | 1984年3月30日 | NNN JUST NEWS【土曜版】                        | キャスター |
| 1984年4月7日  | 1986年9月28日 | NNN6:30きょうのニュース【土曜版】              | キャスター |
| 1986年10月4日 | 1988年3月27日 | NNNライブオンネットワーク【土曜版】            | キャスター |
| 1990年代前半  | 1990年代前半  | 読売新聞あすの朝刊                             | キャスター |
| 1990年代前半  | 1990年代前半  | 日本テレビケーブルニュース（現：日テレNEWS24） | キャスター |

その他
- 選挙特別番組[1]
- NTV紅白歌のベストテン（実況アナウンス、番組初期）

## 参考資料
- 外部リンク
- 『大相撲』1986年7月号（読売新聞社発行）
  - P60-65掲載記事『おなじみ相撲アナ24氏の私的部分と公約部分』
- 実況! 熱きことばの伴走者たち（1994年3月発売・4月1日発行、日本テレビ放送網アナウンス部編著・創拓社発行）ISBN 9784871381772